# Rolf Klötzler
Rolf Johannes Klötzler (* 11. Januar 1931 in Chemnitz; † 15. November 2021) war ein deutscher Mathematiker, der vor allem durch seine Beiträge zur Variationsrechnung und zur Optimierung bekannt wurde.

## Leben und Wirken
Rolf Klötzler studierte von 1949 bis 1953 Mathematik an der Universität Leipzig bei Ernst Hölder und Herbert Beckert. Danach war er Aspirant und Oberassistent und wurde 1956 mit der Arbeit Beiträge zur Theorie mehrdimensionaler Variationsprobleme mit geknickten Extremalen zum Dr. rer. nat. promoviert. Anschließend war er bis 1959 Mitarbeiter am Institut für Reine Mathematik der Akademie der Wissenschaften der DDR, wo er insbesondere an der Erstellung zweibändigen Werkes Mathematisches Wörterbuch unter der Leitung von Josef Naas mitarbeitete.
Ab 1959 war er Dozent an der Hochschule für Bauwesen Leipzig und wurde dort 1961 zum Professor auf den Lehrstuhl Mathematik und Darstellende Geometrie berufen. 1965 folgte er einem Ruf als Professor mit Lehrauftrag an die Martin-Luther-Universität Halle, wo er 1968 Direktor der Sektion Mathematik wurde. 1971 folgte eine Berufung auf den Lehrstuhl für Optimierung an die Universität Leipzig. 1996 wurde er emeritiert und lehrte anschließend noch jeweils ein Jahr an der Brandenburgischen Technischen Universität Cottbus und an der FH Merseburg.
Rolf Klötzler war ab 1964 Mitglied der Mathematischen Gesellschaft der DDR (MGDDR), später in deren Vorstand und bis 1990 der letzte Vorsitzende.
1968 war er Initiator der Zeitschrift Beiträge zur Analysis (ab 1982 Zeitschrift für Analysis und ihre Anwendungen) und war deren Mitherausgeber und Chefredakteur. Weiterhin war er Mitherausgeber der Zeitschrift für Angewandte Mathematik und Mechanik (ZAMM), der Mitteilungen der Mathematischen Gesellschaft der DDR und der Zeitschrift für Operations Research.
1988 wurde Rolf Klötzler zum Mitglied der Deutschen Akademie der Naturforscher Leopoldina gewählt.

## Schriften
- mit Wolfgang Tutschke, Klaus Wiener (Hrsg.): Beiträge zur Analysis. Heftreihe. Deutscher Verlag der Wissenschaften, Berlin 1971.
- Beiträge zur Theorie mehrdimensionaler Variationsprobleme mit geknickten Extremalen. Dissertation. Universität Leipzig 1956. Akademie-Verlag, Berlin 1958.
- Die Konstruktion geodätischer Felder im Großen in der Variationsrechnung mehrfacher Integrale. Habilitationsschrift. Universität Leipzig 1960. Akademie-Verlag, Berlin 1961.
- Mehrdimensionale Variationsrechnung (= Hochschulbücher für Mathematik. Band 68). Deutscher Verlag der Wissenschaften, Berlin 1969.
Lizenzausgabe: Birkhäuser, Basel 1970.
- Über eine Verallgemeinerung der Legendre-Hadamardschen Bedingung auf restringierte Variationsprobleme. Sonderforschungsbereich 256 (Nichtlineare Partielle Differentialgleichungen) der Rheinischen Friedrich-Wilhelms-Universität Bonn, Bonn 1989.
- mit Sabine Pickenhain: Pontryagin’s Maximum Principle for Multidimensional Control Problems. In: International Series of Numerical Mathematics. Band 111. Birkhäuser, Basel 1993, S. 21–30.
- Optimierung und Dualität. Vortrag vor der Deutschen Akademie der Naturforscher Leopoldina. In: Leopoldina. 38, R. 3, 1993, S. 107–115.
- (Hrsg.): Variationsrechnung und partielle Differentialgleichungen erster Ordnung. Variationsrechnung Von C. Carathéodory, mit Beiträgen von H. Boerner und E. Hölder. Teubner, Stuttgart/Leipzig 1994, ISBN 3-8154-2019-9.
- In welchem Sinne wurde das 23. Hilbert-Problem bisher gelöst? Brandenburgische Technische Universität, Cottbus 1996.